# آدم رورك
آدم رورك (بالإنجليزية: Adam Roarke)‏ هو ممثل أمريكي، ولد في 8 أغسطس 1937 ببروكلين في الولايات المتحدة، وتوفي في 27 أبريل 1996 بدالاس في الولايات المتحدة بسبب نوبة قلبية.

## وصلات خارجية
- آدم رورك على موقع IMDb (الإنجليزية)
- آدم رورك على موقع قاعدة بيانات الفيلم (الإنجليزية)